# 基隆嶼
基隆嶼（臺語：雞籠杙），又稱基隆島，是位於台灣東北方的東海海域之島嶼，古稱雞籠嶼、雞籠杙，雅稱杙峰，與和平島直線距離約3.3公里、基隆港口距離約4公里，為無人島，行政區屬基隆市中正區。由於孤懸海上，故成為基隆與北海岸地區明顯的自然地標，現亦開放登島觀光。

## 地形

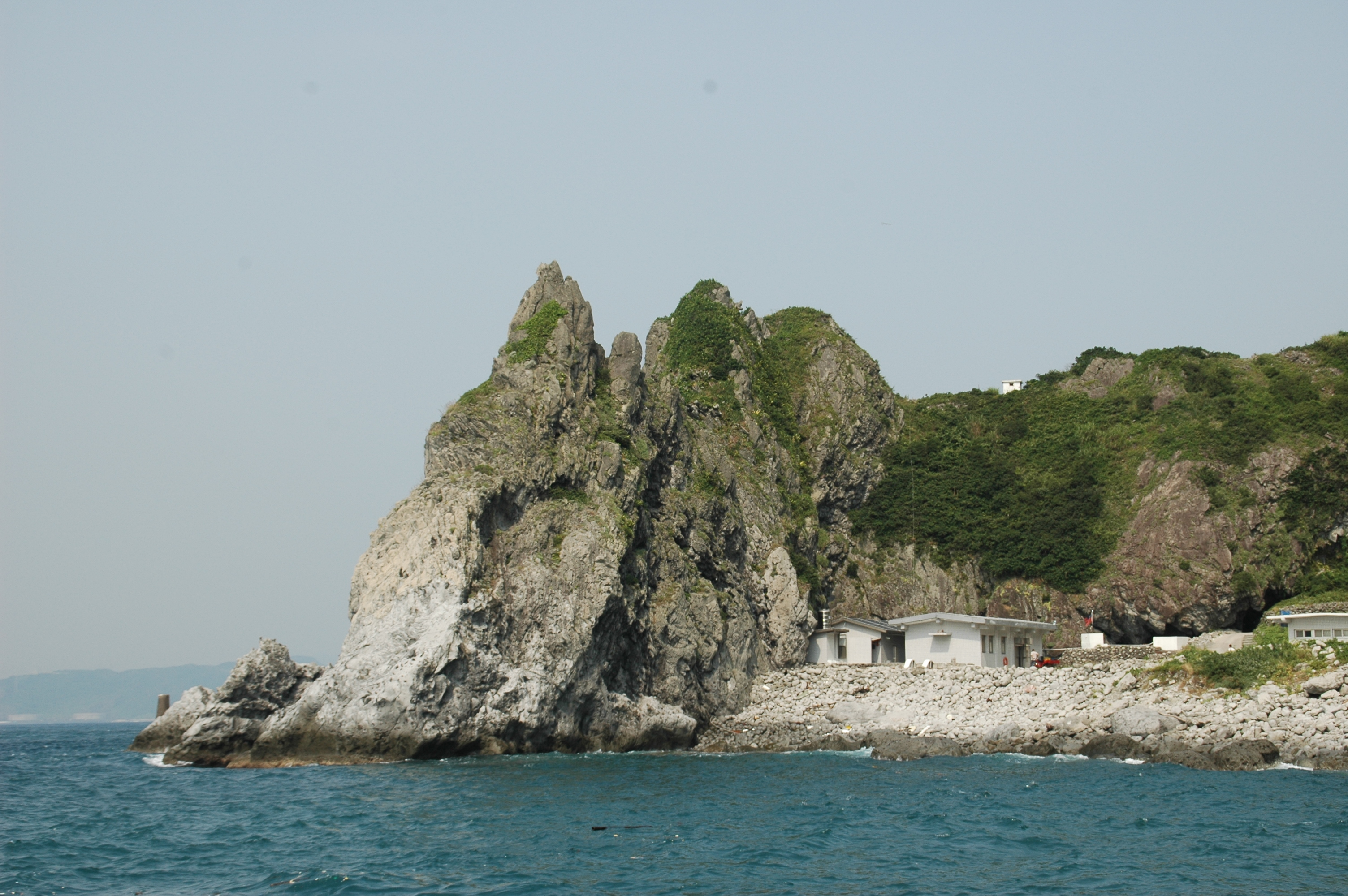
基隆嶼的峭壁地形

基隆嶼東北─西南長約960米，寬約400米，面積約24公頃，島上最高海拔為182米，狀如鯨魚。與棉花嶼、彭佳嶼及花瓶嶼並列為基隆外海四個火山島嶼，四周皆為峭壁，幾無平地，多見海蝕洞穴與岩礁。地質方面，則是由角閃石、黑雲母、石英、安山岩所構成，基隆島的石英安山岩之二氧化矽含量大約63-77%，特徵之一為含有大型黑雲母斑晶，其中常包含磁鐵礦、紫蘇輝石、斜長石與含磷灰石。

## 生態資源
基隆嶼由於受到基隆多雨環境與岩石風化影響，植被豐富，多生榕樹，並且生長大量的野百合、金花石蒜、石板菜、女貞、防葵、萬年松、木槿等植物。目前基隆市政府逐步復育百合、金花石蒜。五、六月份為百合花季；八至九月為金花石蒜花季。島上除了珍貴的火山地形之外，也有獨有的烏龜怪方蟹，有時可觀察到戴勝、白頭翁及雨燕等鳥類，但是島上並無野生的大型哺乳動物。 基隆島海域乃著名的磯釣場，魚類種類多達30餘種。

## 島上設施

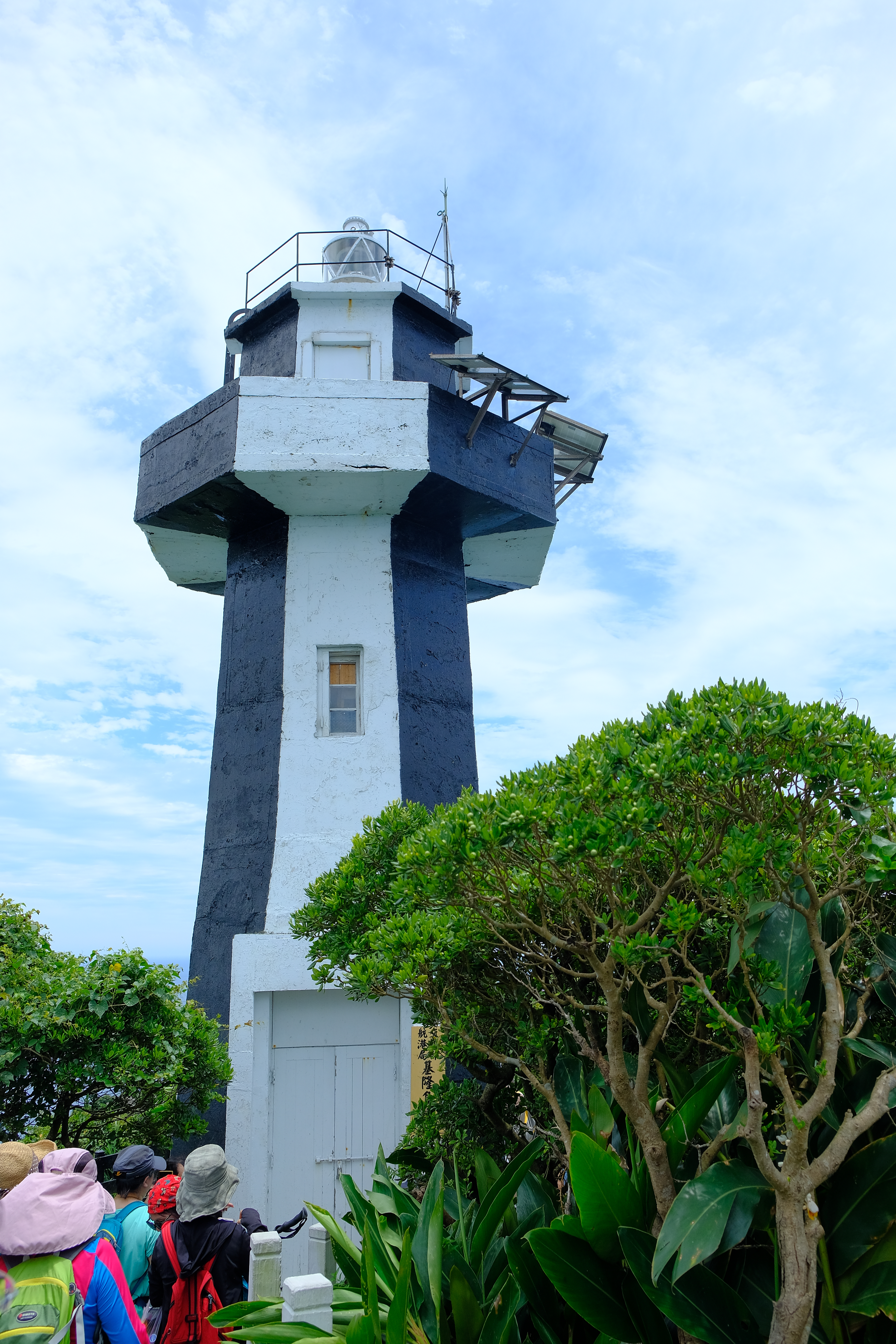
基隆島燈塔

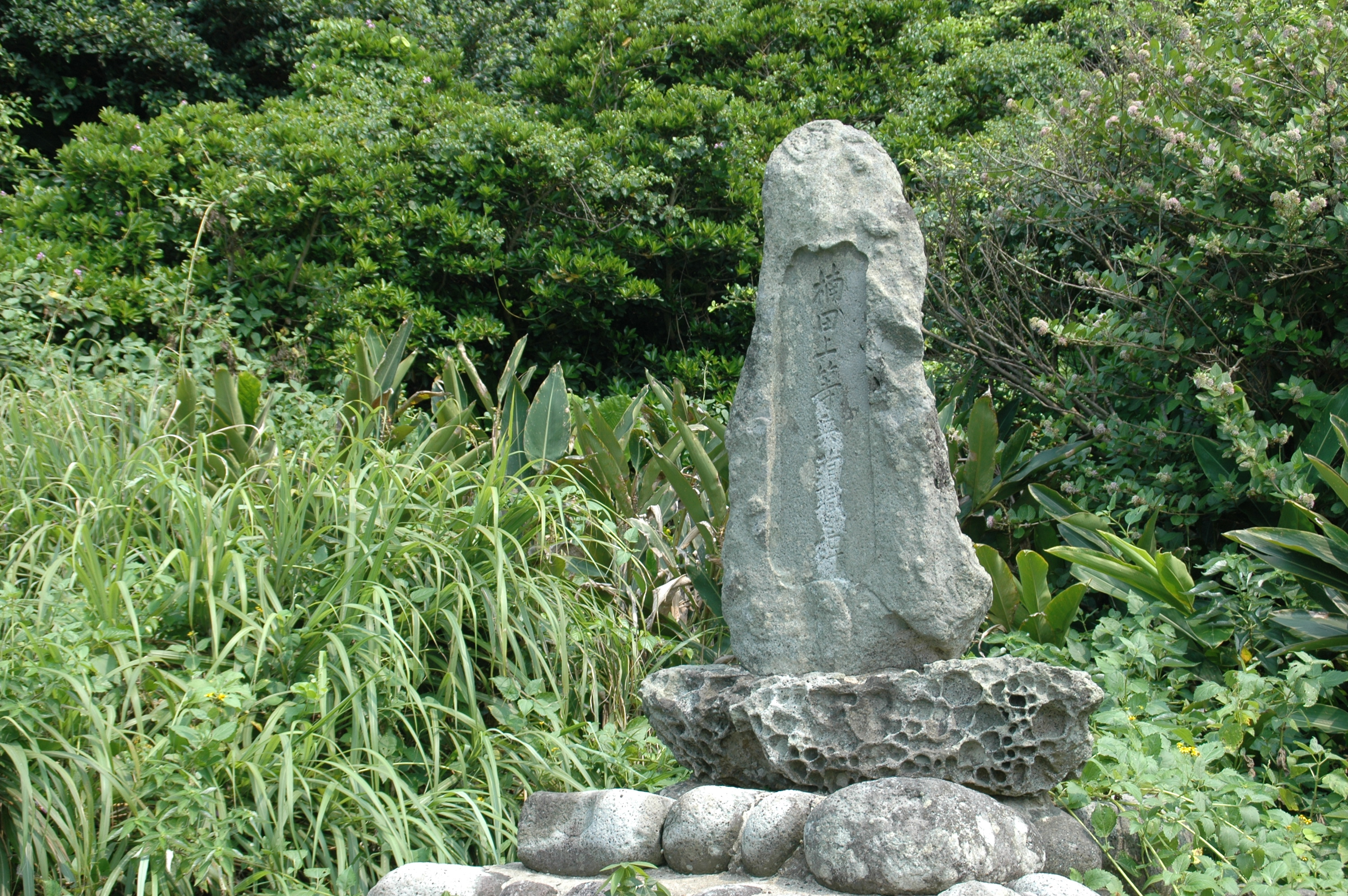
楠田上等兵殉職碑

基隆嶼因聳立于基隆港外，為日治時期基隆八景之一，曾稱為「杙峰聳翠」，曾於基隆一帶歷任公職，和臺北州協議會員的仕紳許梓桑有詩吟詠：「萬人星羅繞杙峰，杙峰不與眾山同，孤高千仞凌霄漢，一望蒼茫鎮海東。」島上遊憩設施以步道和涼亭為主，視野所及，西南面是野柳至鼻頭角的北海岸，東北面則是廣闊的東海。過去由於軍事管制因素並未對外開放，2001年才正式開放登島觀光，目前可由碧砂漁港與基隆火車站前小艇碼頭登船前往。附近的海域也是基隆外海有名的磯釣場，盛產白帶魚、鎖管等豐富漁產，2014年因因颱風侵襲造成島嶼部分環境遭到破壞，因而封島5年，後則於2019年6月25日後向大眾重新開放，2020年的開放時間為7月1日-10月31日。預約船班可從「基隆嶼觀光預約平台」進行查詢，或至部分線上平台進行預約。

### 基隆島燈塔
基隆島燈塔為島上的燈塔設施，興建於民國69年（1980年），是台灣首座自行設計之八角形混凝土、以及最早使用太陽能發電的燈塔，外觀為黑白相間垂直條紋，燈高189.3公尺、光程12.8浬，是為了彌補過去野柳燈杆與鼻頭角燈塔光程不足的距離而增設。原歸海關管轄，2013年移撥交通部航港局。登島者可透過觀海棧道及登山步道護欄到達。

### 楠田上等兵殉職碑
日治時期，日人曾派重兵駐守基隆嶼，當時楠田上等兵因在施作工事時不慎失足而殉職，因此立此碑憑弔即紀念。

### 島上狀況
- 水源：收集雨水和台灣本島運補。所收集之雨水主要是備用，日常用水以本島運補水為主。
- 電力：柴油發電機供電，發電用油需由台灣運補，部分電力來自太陽能裝置。
- 人口：目前由海巡署人員駐守，單位為基隆嶼安檢所，並無一般平民居住。

## 圖片

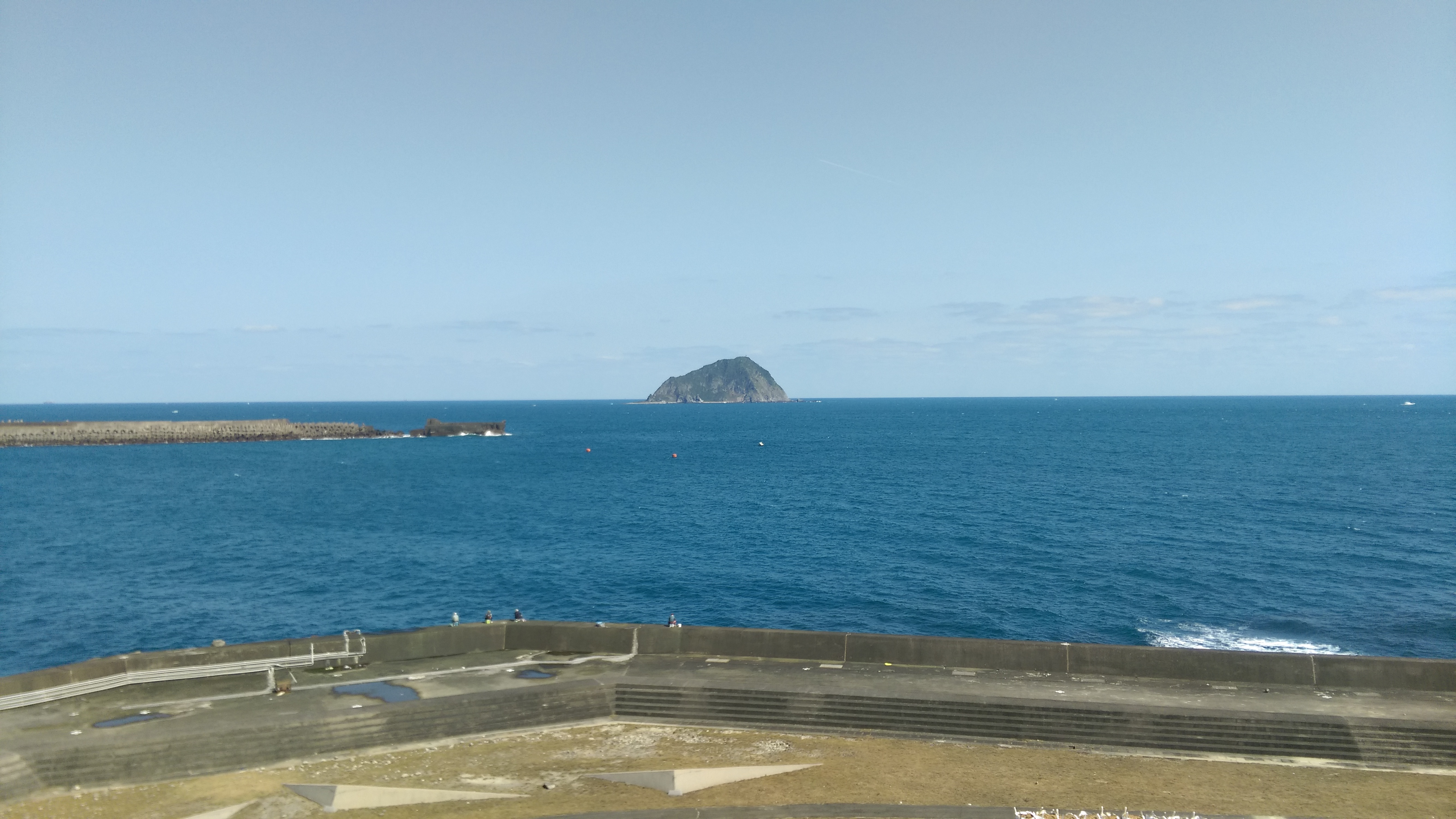
眺望基隆嶼，於國立台灣海洋大學
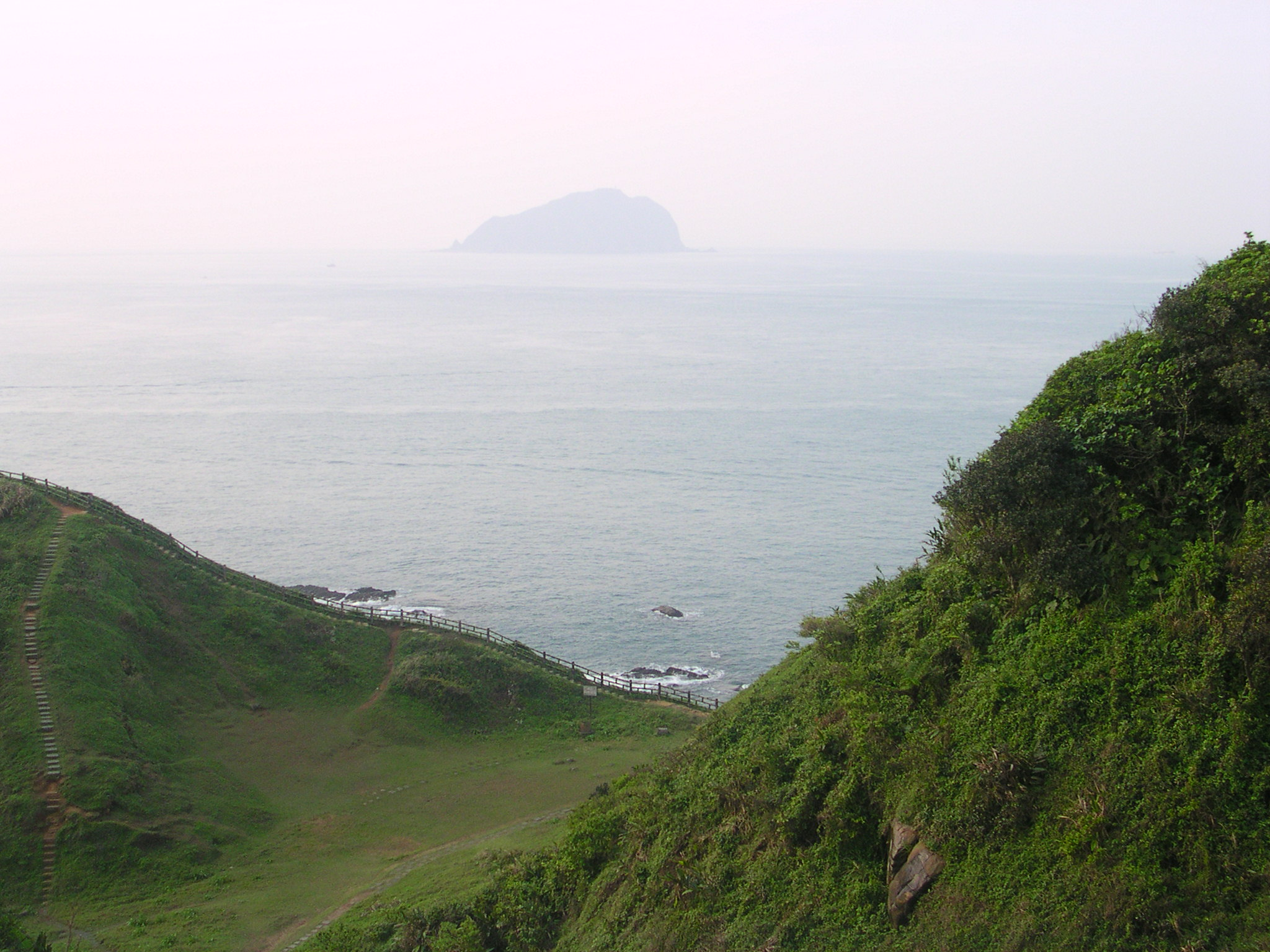
八斗子忘憂谷遠眺基隆嶼
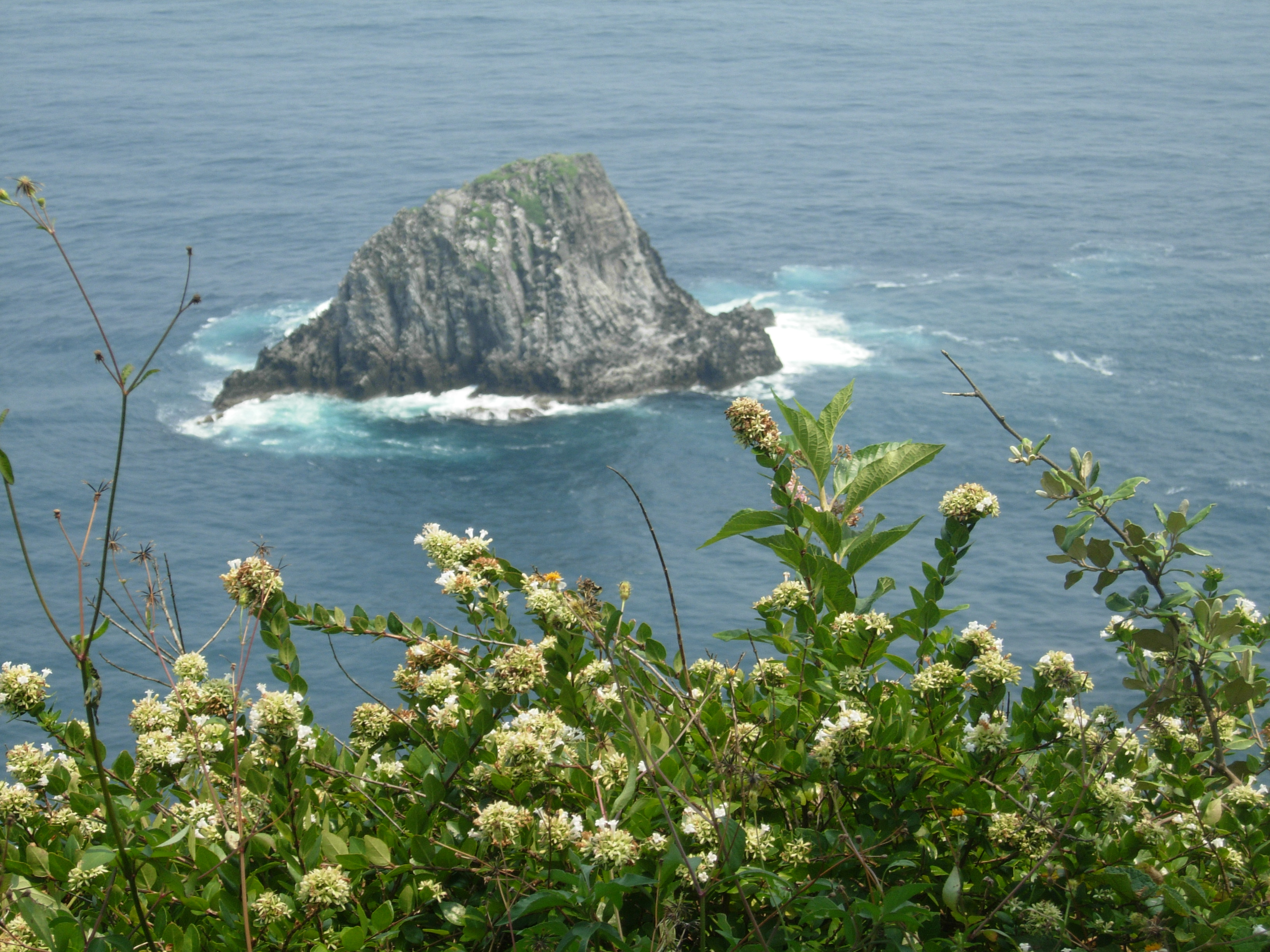
小基隆嶼
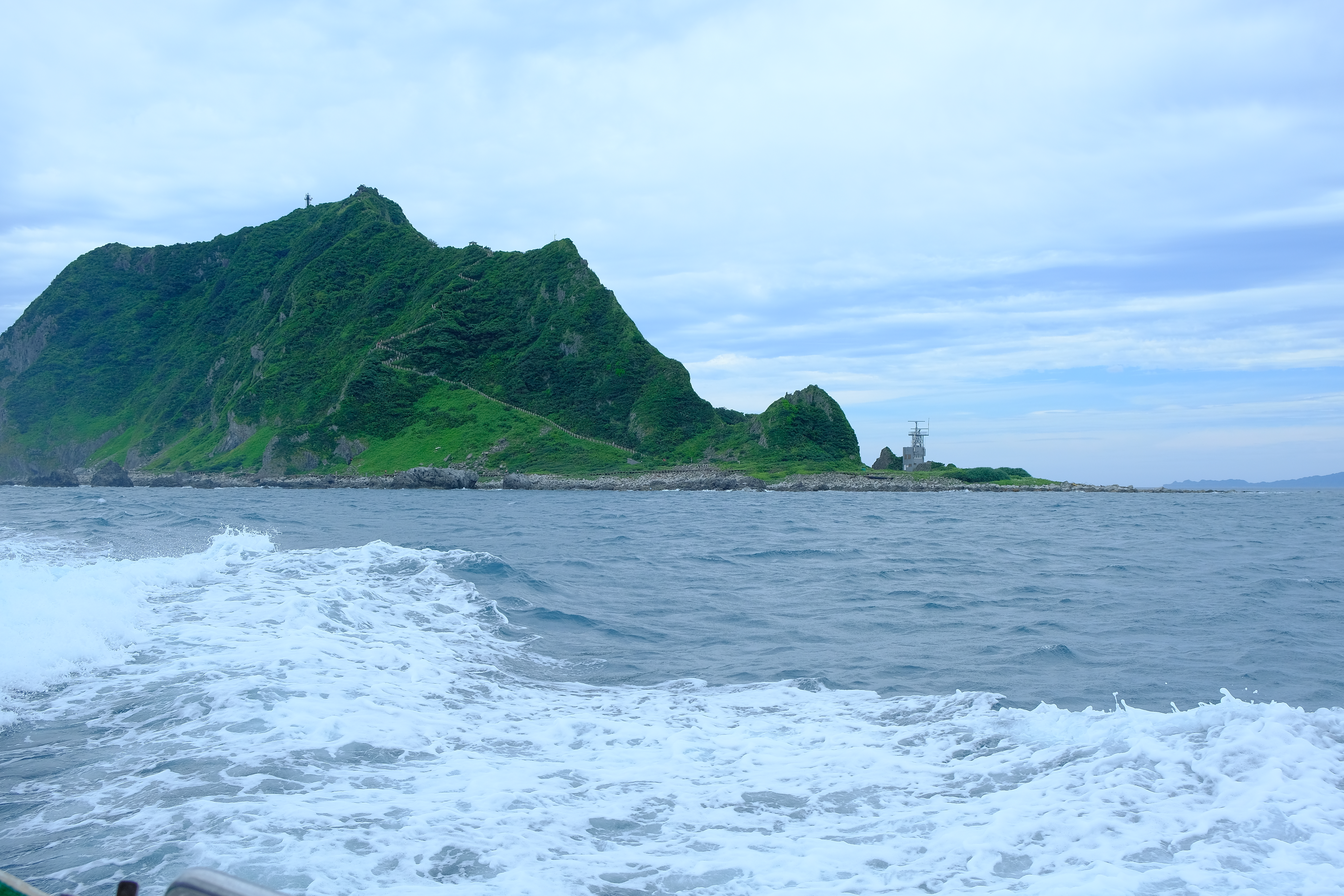
基隆島燈塔步道
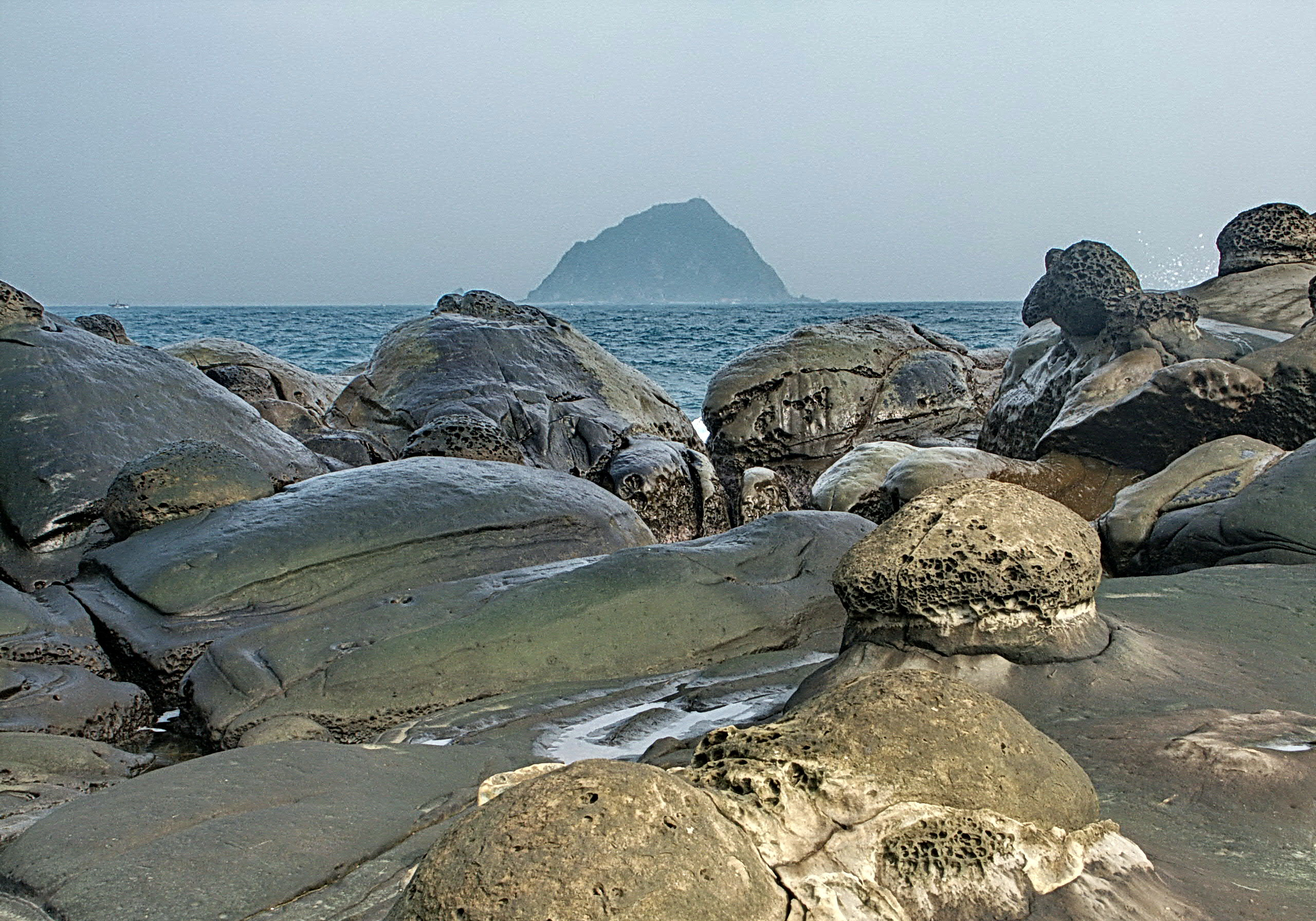
眺望基隆嶼
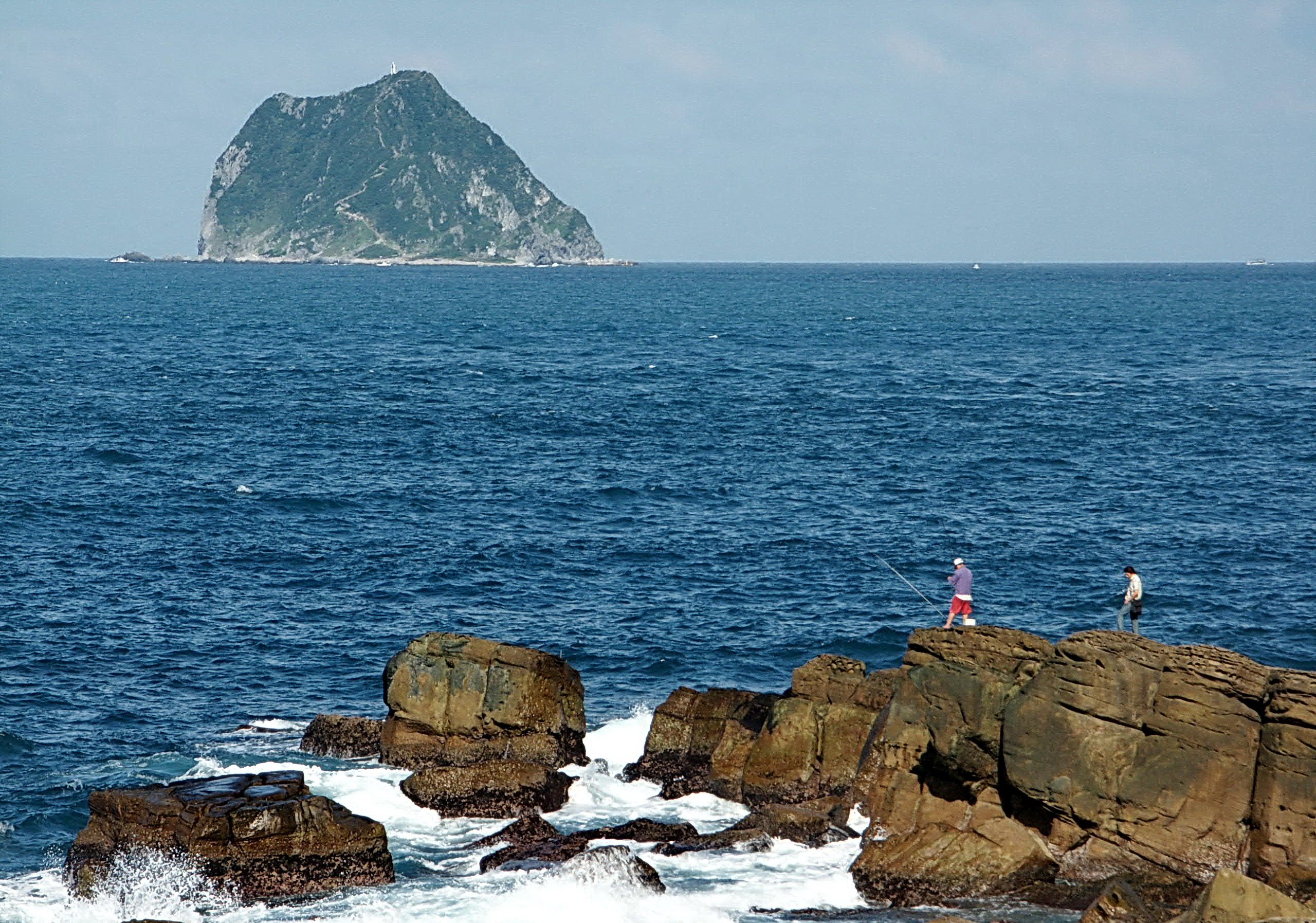
眺望基隆嶼

### 影視資料
- 三立節目部製作，2008，在台灣的故事。